# حسن انوشه
حسن انوشه (۱۹ اسفند ۱۳۲۳ در بابل – ۲۳ فروردین ۱۳۹۹ در تهران) نویسنده، پژوهشگر تاریخ، زبان و ادبیات فارسی و سرپرست گروه نویسندگان دانشنامهٔ ادب فارسی بود. انوشه از همان اوایل دههٔ شصت که دایرةالمعارف تشیع به راه افتاد، با این پروژه همکاری کرد و بیش از دو هزار مدخل برای آن نوشت. همچنین همراه با برخی دیگر از فرهنگ‌نویسان کتاب «فرهنگ زندگینامه‌ها» را در اواخر دههٔ شصت منتشر کرد. حسن انوشه در سال‌های پایانی زندگی سرپرستی بخش تاریخ دایرةالمعارف بزرگ اسلامی را بر عهده داشت.
مزدک انوشه فرزند اوست.

## آغاز زندگی
حسن انوشه در اسفند ۱۳۲۳ در شهر بابل چشم به جهان گشود. نیای وی، میرزا محمدتقی نوری مازندرانی (۱۲۰۱–۱۲۶۳ هجری)، از فقهای نور مازندران و صاحب تعزیهٔ عطف بود، اما پدر و مادر او هر دو بی‌سواد و فقیر بودند. بی‌سوادی آن دو، باعث شد فرزندان خود را به تحصیل، تشویق کنند تا آنها گرفتار سختی و رنج نشوند. پدر حسن انوشه، یک کارگر کشاورز بود. حسن به‌همراه پدرش و برادرانش روی زمین کار می‌کرد. این سخت‌کوشی، الهام‌بخش کارهای ادبی او شد.
در سال ۱۳۴۲ یا ۱۳۴۳ زمین‌لزره‌ای، ساختمان ادارهٔ پست در کنار باغ خانهٔ انوشه را ویران کرد؛ بنابراین، رئیس ادارهٔ پست و تلگراف مجبور شد برای خانوادهٔ خود، در باغ خانهٔ حسن، چادری برپا کند. خانواده رئیس ادارهٔ پست، اهل مطالعه و کتاب‌خوانی بودند. این کتاب‌خوانی آنها باعث علاقهٔ حسن انوشه به کتابخوانی شد. او در آغاز، برای مطالعه، کتاب‌های خانواده رئیس اداره پست را می‌خواند. او در هنگام گرفتن دیپلم، شاگرد اول استان مازندران شد.
حسن انوشه تحصیل خود در رشته زبان و ادبیات عربی را در سال ۱۳۴۴ در دانشگاه تهران آغاز کرد و در سال ۱۳۴۸دانش‌آموخته شد و پس از فارغ‌التحصیلی به سربازی رفت. او در دوران سربازی با بهاءالدین خرمشاهی آشنا شد و خرمشاهی او را به کامران فانی و سعید حمیدیان معرفی کرد. وی همچنین در این مدت، زبان انگلیسی را فرا گرفت.

## برگردان کتاب
حسن انوشه پس از پایان سربازی در سال ۱۳۵۰ به استخدام وزارت آموزش و پرورش درآمد و تا هنگام انقلاب ۱۳۵۷ ایران در مدارس شاهی (قائم‌شهر کنونی) و بابل آموزش می‌داد. او همزمان کار برگردان را نیز آغاز کرد. نخستین برگردان او، تاریخ کوتاهی از دریانوردی در جهان بود. اما نوشته‌های خود را گم کرد و انتشار آن سرانجامی نیافت. پس از آن کتاب تاریخ غزنویان نوشته کلیفورد ادموند باسورث را به پیشنهاد کامران فانی و بهاءالدین خرمشاهی به فارسی برگرداند و مؤسسه انتشاراتی امیرکبیر آن را در سال ۱۳۵۵ منتشر کرد. حسن انوشه در سال ۱۳۶۳ به همراه انتشارات امیرکبیر، برگردان یکی از جلدهای تاریخ ایران کمبریج و همچنین کتاب ایران و تمدن ایرانی نوشته کلمان اوار را منتشر کرد. سپس برگردان ایران در سپیده دم تاریخ نوشته جرج کامرون را در سال ۱۳۶۵ با همراهی انتشارات علمی و فرهنگی منتشر کرد. در اوایل دهه ۱۳۷۰ (خورشیدی) یکی دیگر از جلدهای تاریخ ایران کمبریج و همچنین یک جلد از تاریخ آفریقا را در انتشارات علمی و فرهنگی منتشر کرد.

## فرهنگ‌نویسی
حسن انوشه از نخستین دست‌اندرکاران تهیه دایرةالمعارف تشیع در اوایل دهه ۱۳۶۰ (خورشیدی) بود. او بیش از دو هزار مدخل برای آن دانشنامه نوشت و مداخلی نیز برای بخش دوم دائرةالمعارف فارسی (معروف به دائرةالمعارف مصاحب) تألیف کرد. وی همچنین با همراه با برخی دیگر از فرهنگ‌نویسان، کتاب فرهنگ زندگینامه‌ها را در اواخر دههٔ ۱۳۶۰ منتشر کرد. پس از آن به فرهنگ‌نویسی به صورت فردی پرداخت و در سال ۱۳۷۲ با همکاری وزارت فرهنگ و ارشاد اسلامی، دانشنامه‌ای ویژهٔ زبان و ادب فارسی راه‌اندازی کرد و کتابخانه‌ای تخصصی با بیش از چهل هزار جلد کتاب فراهم آورد. این اثر سترگ که حوزه‌های جغرافیایی فرهنگ و ادب فارسی را شامل می‌شود (مانند ادب فارسی در آسیای میانه، افغانستان، شبه‌قاره، قفقاز، آناتولی و بالکان، جهان عرب)، یک مجلد موضوعی نیز با عنوان فرهنگ‌نامهٔ اصطلاحات، موضوعات و مضامین ادب فارسی دارد.
تألیف کتاب افغانستان در غربت (۱۳۸۳) که به زندگی‌نامه و نمونهٔ سروده‌های شاعران تبعیدی افغانستان می‌پردازد، از تلاش‌های انوشه برای برقراری پیوند میان اقوام و ملت‌های مختلفی است که در حوزهٔ گستردهٔ جهان ایرانی پراکنده‌اند. افزون بر این، انوشه در دههٔ آخر زندگی خود، به نگارش دو فرهنگ پرداخت. یکی دربارهٔ فارسی افغانستان به نام فارسی ناشنیده بود که در جوایز کتاب سال جمهوری اسلامی ایران از آن ستایش شد. دیگری، دانشنامهٔ مازندران بود که برای آن بنیادی را در شهر بابل تأسیس کرد. این اثر در سال ۱۴۰۰ به همت بنیاد انوشه در سه مجلد منتشر شد. انوشه در واپسین سال‌های حیات خود، با همراهی احمد مسجدجامعی، کتاب دانشنامهٔ تهران را در دست تألیف داشت که با درگذشت او، این اثر در مراحل نهایی تدوین و بازخوانی، ناتمام ماند. از وی مقالات و مداخل فراوانی نیز در مجلدات مختلف دانشنامهٔ حافظ و حافظ‌پژوهی (به سرپرستی عبدالله جاسبی) به جای مانده‌است.

### دیدگاه
حسن انوشه عقیده داشت که مقالات دانشنامه‌ای باید کوتاه و پر خبر باشند. مقالات دانشنامه‌ای باید دور از جانبداری بوده و از سیاست‏، پیروی نکنند. دانشنامه، جای ستایش یا نکوهش نیست و کار آن، تنها، اطلاع‌رسانی است. دانشنامه، تنها برای آشنایی اولیه با یک مطلب، خوب است و دانش عمیقی به خواننده آن نمی‌دهد. او دربارهٔ مشکلات فرهنگ‌نویسی در شرایط امروزی ایران می‌گفت: «عواملی چون شتاب در به پایان رساندن یک جلد و رسیدن به جلدی دیگر و رعایت وضع مالی دانشنامه که همیشه مساعد نیست و گه‌گاه پیش می‌آید که برای گرفتن بودجه تازه باید مجلدی از کتاب را به پایان برسانیم تا بتوانیم قراردادی تازه ببندیم، ناگزیرمان می‌کند پاره‌ای مقالات را که می‌تواند کوتاهتر هم باشد به دانشنامه راه دهیم و توازنی را که به آن می‌اندیشیم رعایت نکنیم.»
از دیگر انتقادهای او به فرهنگ‌نویسی، روزآمد نشدن فرهنگ‌ها و دانشنامه‌ها در زبان فارسی بود و می‌گفت دولت‌ها باید کمک بیشتری به فرهنگ‌نویسان بکنند.

## ویراستاری
یکی از پرآوازه‌ترین کارهای ویراستاری حسن انوشه، ویراستاری جلد نهم تاریخ تمدن (عصر ولتر) ویل دورانت است.

## درگذشت
حسن انوشه در روز ۲۳ فروردین ۱۳۹۹ پس از تحمل یک دوره بیماری درگذشت. خاک‌جای او در بهشت زهرا (س)، قطعهٔ نام‌آوران است.

## آثار
- تاریخ ایران کمبریج: از ظهور اسلام تا آمدن دولت سلجوقیان (از فروپاشی دولت ساسانیان تا آمدن سلجوقیان)، گروه مؤلفان و مترجمان، ناشر: مؤسسه انتشاراتی امیرکبیر
- تاریخ ایران کمبریج: از سلوکیان تا فروپاشی دولت ساسانیان: بخش اول، گروه مؤلفان و مترجمان، ناشر: مؤسسه انتشاراتی امیرکبیر
- تاریخ ایران کمبریج: از آمدن سلجوقیان تا فروپاشی دولت ایلخانان، کلیفورد ادموند باسورث، حسن انوشه (برگردان)، جان اندرو بویل (گردآورنده)، ناشر: مؤسسه انتشاراتی امیرکبیر
- تاریخ سیستان: از آمدن تازیان تا برآمدن دولت صفاریان، کلیفورد ادموند باسورث، حسن انوشه (برگردان)، ناشر: مؤسسه انتشاراتی امیرکبیر
- ایران و تمدن ایرانی، کلمان آوار، حسن انوشه (برگردان)، ناشر: مؤسسه انتشاراتی امیرکبیر
- تاریخ غزنویان (جلد اول و دوم)، کلیفورد ادموند باسورث، حسن انوشه (برگردان)، ناشر: مؤسسه انتشاراتی امیرکبیر
- تاریخ تمدن: عصر ولتر، ویل دورانت، آریل دورانت، سهیل آذری (برگردان)، حسن انوشه (ویراستار)، ناشر: انتشارات علمی و فرهنگی
- ایران در سپیده دم تاریخ، جرج کامرون، حسن انوشه (برگردان)، ناشر: انتشارات علمی و فرهنگی، ۱۳۸۱
- گزیده نوروزنامه حکیم عمر خیام نیشابوری: همراه با شرح دشواری‌ها و گفتاری دربارهٔ نوروز، محمدشریف ملک‌زاده، جعفر جوان‌بخت اول، حسن انوشه (مقدمه)، ناشر: ایرانیکا
- دانشنامه ادب فارسی: ادب فارسی در آناتولی و بالکان، گروه مؤلفان، ناشر: وزارت فرهنگ و ارشاد اسلامی، سازمان چاپ و انتشارات
- دانشنامه ادب فارسی: ادب فارسی در شبه‌قاره، گروه مؤلفان، ناشر: وزارت فرهنگ و ارشاد اسلامی، سازمان چاپ و انتشارات
- دانشنامه ادب فارسی: ادب فارسی در افغانستان، گروه مؤلفان، ناشر: وزارت فرهنگ و ارشاد اسلامی، سازمان چاپ و انتشارات
- دانشنامه ادب فارسی: ادب فارسی در آسیای میانه، گروه مؤلفان، ناشر: وزارت فرهنگ و ارشاد اسلامی، سازمان چاپ و انتشارات
- دانشنامه ادب فارسی: ادب فارسی در جهان عرب، گروه مؤلفان، ناشر: مؤسسه فرهنگی هنری فرجام جام جم
- دانشنامه ناشنوایان (دانا): جامعه‌شناسی - قوانین ناشنوایان در آمریکا، گروه مؤلفان، ناشر: مؤسسه فرهنگی هنری فرجام جام جم
- دانشنامه ناشنوایان (دانا): کاتلین - یهود، گروه مؤلفان، ناشر: مؤسسه فرهنگی هنری فرجام جام جم
- فارسی ناشنیده: فرهنگ واژه‌ها و اصطلاحات فارسی و فارسی‌شدهٔ کاربردی در افغانستان (۱۳۹۱)، حسن انوشه، غلامرضا خدابنده‌لو، ناشر: مؤسسهٔ فرهنگی اکو، شرکت نشر قطره، تهران.
- افغانستان در غربت، زندگینامه و نمونه سروده‌های شاعران تبعیدی افغانستان، حسن انوشه، حفیظ شریعتی، ناشر: نسیم بخارا، ۱۳۸۳